# Deuxième circonscription de la préfecture de Yamaguchi
La deuxième circonscription de la préfecture de Yamaguchi (山口県第2区, Yamaguchi-ken dai-ni-ku) est l'une des quatre circonscriptions législatives que compte la préfecture de Yamaguchi au Japon. Cette circonscription comptait 284 450 électeurs en date du 1er septembre 2021.

## Description géographique
La deuxième circonscription de la préfecture de Yamaguchi regroupe les villes de Kudamatsu, Iwakuni, Hikari et Yanai, une petite partie de Shūnan ainsi que les districts d'Ōshima, Kuga et Kumage.

## Députés
| Législature | Début de mandat | Fin de mandat | Député élu            |  | Parti politique |
| ----------- | --------------- | ------------- | --------------------- |  | --------------- |
| 41e         | 1996            | 2000          | Shinji Satō (ja)      |  | PLD             |
| 42e         | 2000            | 2003          | Hideo Hiraoka         |  | PDJ             |
| 43e         | 2003            | 2005          | Hideo Hiraoka         |  | PDJ             |
| 44e         | 2005            | 2008          | Yoshihiko Fukuda (ja) |  | PLD             |
| 44e         | 2008            | 2009          | Hideo Hiraoka         |  | PDJ             |
| 45e         | 2009            | 2012          | Hideo Hiraoka         |  | PDJ             |
| 46e         | 2012            | 2014          | Nobuo Kishi           |  | PLD             |
| 47e         | 2014            | 2017          | Nobuo Kishi           |  | PLD             |
| 48e         | 2017            | 2021          | Nobuo Kishi           |  | PLD             |
| 49e         | 2021            | 2023          | Nobuo Kishi           |  | PLD             |
| 49e         | 2023            | -             | Nobuchiyo Kishi (ja)  |  | PLD             |